# 크로싱 가드
《크로싱 가드》(The Crossing Guard)는 미국에서 제작된 숀 펜 감독의 1995년 드라마 영화이다. 잭 니콜슨 등이 주연으로 출연하였고 데이비드 샴로이 햄버거 등이 제작에 참여하였다.

## 출연

### 주연
- 잭 니콜슨

### 조연
- 데이빗 모스
- 로빈 라이트
- 파이퍼 로리
- 리차드 브래드포드
- 프리실라 반즈
- 데이비드 배어워드
- 로비 로버트슨
- 존 세비지
- 안젤리카 휴스턴

## 기타
- 미술: 마이클 D. 할러
- 의상: 질 M. 오하네슨
- 배역: 돈 필립스